# Манжан
Манжа́н (словен. Manžan) — поселення в общині Копер, Регіон Обално-крашка, Словенія. Висота над рівнем моря: 136,8 м.